# Yezoceryx nigricephalus
Yezoceryx nigricephalus är en stekelart som först beskrevs av Jinhaku Sonan 1936.  Yezoceryx nigricephalus ingår i släktet Yezoceryx och familjen brokparasitsteklar. Inga underarter finns listade i Catalogue of Life.